# 石勒苏益格-荷尔斯泰因统治者列表
1386年，荷尔斯泰因-伦德斯堡伯爵格哈德六世被封为石勒苏益格公爵。他去世后，他的三个儿子继位为荷尔斯泰因伯爵兼石勒苏益格公爵。三个儿子均没有子嗣，格哈德六世的幼女赫德维希与第一任丈夫奥尔登堡伯爵迪特里希的儿子丹麦国王克里斯蒂安一世，于1459年继承了荷尔斯泰因和石勒苏益格，称石勒苏益格-荷尔斯泰因伯爵。以下为石勒苏益格-荷尔斯泰因伯爵和公爵的列表，奥尔登堡王朝以前的荷尔斯泰因伯爵，见条目荷尔斯泰因伯爵列表。

## 石勒苏益格-荷尔斯泰因伯爵和公爵
- 1459年—1481年：克里斯蒂安一世 Christian I 1474年升为公爵。
- 1481年—1513年：约翰 Johann I 兼任丹麦、挪威、瑞典国王。
- 1513年—1523年：克里斯蒂安二世 Christian II 兼任丹麦、挪威、瑞典国王，1523年逊位。
- 1513年—1533年：弗里德里希一世 Friedrich I 石勒苏益格-荷尔斯泰因-戈托普伯爵，克里斯蒂安一世幼子，1523年起任丹麦、挪威、瑞典国王

1533年，石勒苏益格-荷尔斯泰因分出石勒苏益格-荷尔斯泰因-哈德斯莱本（Schleswig-Holstein-Hadersleben）与石勒苏益格-荷尔斯泰因-戈托普（Schleswig-Holstein-Gottorf）。
- 1533年—1559年：克里斯蒂安三世 Christian III 兼任丹麦、挪威国王。

1559年，石勒苏益格-荷尔斯泰因分出石勒苏益格-荷尔斯泰因-宗德堡（Schleswig-Holstein-Sonderburg）。
- 1559：馬格努斯（英语：Magnus, Duke of Holstein） Magnus 1570年至1577年为利沃尼亚国王。
- 1559年—1588年：弗里德里希二世 Friedrich II 兼任丹麦、挪威国王。
- 1588年—1648年：克里斯蒂安四世 Christian IV 兼任丹麦、挪威国王。
- 1648年—1670年：弗里德里希三世 Friedrich III 兼任丹麦、挪威国王。
- 1670年—1699年：克里斯蒂安五世 Christian V 兼任丹麦、挪威国王。
- 1699年—1730年：弗里德里希四世 Friedrich IV 兼任丹麦、挪威国王。
- 1730年—1746年：克里斯蒂安六世 Christian VI 兼任丹麦、挪威国王。
- 1746年—1766年：弗里德里希五世 Friedrich V 兼任丹麦、挪威国王。
- 1766年—1808年：克里斯蒂安七世 Christian VII 兼任丹麦、挪威国王。
- 1808年—1839年：弗里德里希六世 Friedrich VI 兼任丹麦国王，1814年前兼挪威国王。
- 1839年—1848年：克里斯蒂安八世 Christian VIII 兼任丹麦国王，1814年为挪威国王。
- 1848年—1863年：弗里德里希七世 Friedrich VII 兼任丹麦国王。
- 1863年—1865年：克里斯蒂安九世 Christian IX 兼任丹麦国王。

普丹战争中，奥地利和普鲁士占领石勒苏益格-荷尔斯泰因。1865年的加斯泰因条约规定，奥地利和普鲁士分别管理奥石勒苏益格-荷尔斯泰因。普奥战争后，石勒苏益格-荷尔斯泰因归普鲁士所有。

## 石勒苏益格-荷尔斯泰因-宗德堡公爵
- 1564年—1622年：约翰三世 Johann III 克里斯蒂安三世第三子

1622年，石勒苏益格-荷尔斯泰因-宗德堡分为石勒苏益格-荷尔斯泰因-索比加德-埃罗（Schleswig-Holstein-Søbygaard-Ærø）、石勒苏益格-荷尔斯泰因-宗德堡、石勒苏益格-荷尔斯泰因-诺尔堡（Schleswig-Holstein-Norburg）、石勒苏益格-荷尔斯泰因-格吕克斯堡（Schleswig-Holstein-Glücksburg）、石勒苏益格-荷尔斯泰因-宗德堡-普隆（Schleswig-Holstein-Sonderburg-Plön）。

### 石勒苏益格-荷尔斯泰因-索比加德-埃罗公爵
- 1622年—1633年：克里斯蒂安 约翰三世长子，无嗣

1633年，石勒苏益格-荷尔斯泰因-索比加德-埃罗绝嗣。

### 石勒苏益格-荷尔斯泰因-宗德堡公爵
- 1622年—1627年：亚历山大 Alexander 约翰三世第三子

亚历山大去世后，石勒苏益格-荷尔斯泰因-宗德堡分为石勒苏益格-荷尔斯泰因-宗德堡-弗朗茨哈根（Schleswig-Holstein-Sonderburg-Franzhagen）、石勒苏益格-荷尔斯泰因-宗德堡-奥古斯腾堡（Schleswig-Holstein-Sonderburg-Augustenburg）、石勒苏益格-荷尔斯泰因-宗德堡-贝克（Schleswig-Holstein-Sonderburg-Beck）、石勒苏益格-荷尔斯泰因-宗德堡-维森堡（Schleswig-Holstein-Sonderburg-Wiesenburg）。

#### 石勒苏益格-荷尔斯泰因-宗德堡-弗朗茨哈根公爵
- 1627年—1653年：约翰·克里斯蒂安 Johann Christian 亚历山大长子
- 1653年—1702年：克里斯蒂安·阿道夫 Christian Adolf 约翰·克里斯蒂安次子
- 1702年—1707年：利奥波德·克里斯蒂安 Leopold Christian 克里斯蒂安·阿道夫长子，无嗣
- 1707年—1708年：路德维希·卡尔 Ludwig Karl 克里斯蒂安·阿道夫次子，无嗣

1708年，石勒苏益格-荷尔斯泰因-宗德堡-弗朗茨哈根绝嗣，归于石勒苏益格-荷尔斯泰因-宗德堡-奥古斯腾堡。

#### 石勒苏益格-荷尔斯泰因-宗德堡-奥古斯腾堡公爵
- 1647年—1689年：恩斯特·京特尔 Ernst Günther 亚历山大第三子
- 1689年—1692年：弗里德里希 Friedrich 恩斯特·京特尔长子
- 1692年—1731年：恩斯特·奧古斯特 Ernst August 恩斯特·京特尔第三子
- 1731年—1754年：克里斯蒂安·奧古斯特 Christian August 恩斯特·奧古斯特的侄子
- 1754年—1794年：弗里德里希·克里斯蒂安一世 Friedrich Christian I 克里斯蒂安·奧古斯特之子
- 1794年—1814年：弗里德里希·克里斯蒂安二世 Friedrich Christian II 弗里德里希·克里斯蒂安一世之子
- 1814年—1863年：克里斯蒂安 Christian 弗里德里希·克里斯蒂安二世之子

1863年，石勒苏益格-荷尔斯泰因被奥地利和普鲁士占领。

#### 石勒苏益格-荷尔斯泰因-宗德堡-贝克公爵
- 1627年—1675年：奥古斯特·菲利普 August Philipp 亚历山大第五子
- 1675年—1689年：奥古斯特 August 奥古斯特·菲利普长子
- 1689年—1719年：弗里德里希·威廉一世 Friedrich Wilhelm I 奥古斯特之子，无嗣
- 1719年—1728年：弗里德里希·路德维希 Friedrich Ludwig 奥古斯特·菲利普次子
- 1728年—1749年：弗里德里希·威廉二世 Friedrich Wilhelm II 弗里德里希·路德维希之子
- 1749年—1757年：弗里德里希 Friedrich 弗里德里希·威廉二世之子，无嗣
- 1757年—1774年：卡尔·路德维希 Karl Ludwig 弗里德里希·路德维希第三子
- 1774年—1775年：彼得·奥古斯特 Peter August 弗里德里希·路德维希第五子
- 1775年—1816年：弗里德里希·卡尔·路德维希 FRIEDRICH Karl Ludwig 彼得·奥古斯特长孙
- 1816年—1825年：弗里德里希·威廉·保尔·利奥波德 Friedrich WILHELM Paul Leopold 弗里德里希·卡尔·路德维希之子

1825年，石勒苏益格-荷尔斯泰因-宗德堡-贝克更名石勒苏益格-荷尔斯泰因-宗德堡-格吕克斯堡。

#### 石勒苏益格-荷尔斯泰因-宗德堡-格吕克斯堡公爵
- 1825年—1831年：弗里德里希·威廉·保尔·利奥波德 1816年至1825年为石勒苏益格-荷尔斯泰因-宗德堡-贝克公爵
- 1831年—1863年：卡尔 Karl 威廉的长子

1863年，石勒苏益格-荷尔斯泰因被奥地利和普鲁士占领。

#### 石勒苏益格-荷尔斯泰因-宗德堡-维森堡公爵
- 1647年—1689年：菲利普·路德维希 Philipp Ludwig 亚历山大第八子
- 1689年—1724年：弗里德里希 Friedrich 菲利普·路德维希长子
- 1724年—1744年：利奥波德 Leopold 弗里德里希长子

1744年，石勒苏益格-荷尔斯泰因-宗德堡-维森堡绝嗣。

### 石勒苏益格-荷尔斯泰因-诺尔堡公爵
- 1622年—1624年：约翰·阿道夫 Johann Adolf 约翰三世第五子，无嗣
- 1624年—1658年：弗里德里希 Friedrich 约翰三世第六子
- 1658年—1669年：约翰·博吉斯拉夫 Johann Bogislaw 弗里德里希长子

1669年，约翰·博吉斯拉夫被废黜，石勒苏益格-荷尔斯泰因-诺尔堡归于石勒苏益格-荷尔斯泰因-宗德堡-普隆。

### 石勒苏益格-荷尔斯泰因-格吕克斯堡公爵
- 1622年—1663年：菲利普 Philipp 约翰三世第七子
- 1663年—1698年：克里斯蒂安 Christian 菲利普第三子
- 1698年—1729年：菲利普·恩斯特 Philipp Ernst 克里斯蒂安次子
- 1729年—1766年：弗里德里希 Friedrich 菲利普·恩斯特长子
- 1766年—1779年：弗里德里希·亨利·威廉 Friedrich Heinrich Wilhelm 弗里德里希长子，无嗣

1779年石勒苏益格-荷尔斯泰因-格吕克斯堡绝嗣，归于石勒苏益格-荷尔斯泰因-宗德堡-贝克。

### 石勒苏益格-荷尔斯泰因-宗德堡-普隆公爵
- 1622年—1671年：约阿西姆·恩斯特一世 Joachim Ernst I 约翰三世第十子

1671年石勒苏益格-荷尔斯泰因-宗德堡-普隆分出石勒苏益格-荷尔斯泰因-诺尔堡（新系）、石勒苏益格-荷尔斯泰因-普隆-莱特维什（Schleswig-Holstein-Plön-Rethwisch）。
- 1671年—1704年：约翰·阿道夫 Johann Adolf 约阿西姆·恩斯特一世长子
- 1704年—1706年：利奥波德·奥古斯特 Leopold August 约翰·阿道夫长孙

1706年石勒苏益格-荷尔斯泰因-宗德堡-普隆绝嗣，归于石勒苏益格-荷尔斯泰因-诺尔堡（新系），石勒苏益格-荷尔斯泰因-诺尔堡更名石勒苏益格-荷尔斯泰因-宗德堡-普隆。

#### 石勒苏益格-荷尔斯泰因-诺尔堡公爵（新系）
- 1669年—1699年：奥古斯特 August 约阿西姆·恩斯特一世次子
- 1699年—1722年：约阿西姆·弗里德里希 Joachim Friedrich 奥古斯特长子，1706年得到石勒苏益格-荷尔斯泰因-宗德堡-普隆

1706年，石勒苏益格-荷尔斯泰因-诺尔堡更名石勒苏益格-荷尔斯泰因-宗德堡-普隆。

#### 石勒苏益格-荷尔斯泰因-宗德堡-普隆公爵（幼系）
- 1706年—1722年：约阿西姆·弗里德里希
- 1722年—1761年：弗里德里希·卡尔 Friedrich Karl 约阿西姆·弗里德里希的侄子，1729年得到石勒苏益格-荷尔斯泰因-普隆-莱特维什，无嗣

1761年石勒苏益格-荷尔斯泰因-宗德堡-普隆绝嗣，归于石勒苏益格-荷尔斯泰因-宗德堡。

#### 石勒苏益格-荷尔斯泰因-普隆-莱特维什公爵
- 1671年—1700年：约阿西姆·恩斯特二世 Joachim Ernst II 约阿西姆·恩斯特一世第三子
- 1700年—1729年：约翰·恩斯特·斐迪南 Johann Ernst Ferdinand 约阿西姆·恩斯特二世次子，无嗣

1729年，石勒苏益格-荷尔斯泰因-普隆-莱特维什绝嗣，归于石勒苏益格-荷尔斯泰因-宗德堡-普隆。

## 石勒苏益格-荷尔斯泰因-哈德斯莱本公爵
- 1533年—1580年：约翰二世 Johann II 弗里德里希一世次子

约翰二世没有子嗣，石勒苏益格-荷尔斯泰因-哈德斯莱本于1580年绝嗣。

## 石勒苏益格-荷尔斯泰因-戈托普公爵
- 1533/44年—1586年：阿道夫 Adolf I 弗里德里希一世第三子
- 1586年—1587年：弗里德里希二世（英语：Frederick II, Duke of Holstein-Gottorp） Friedrich II 阿道夫一世长子
- 1587年—1590年：菲利普（英语：Frederick II, Duke of Holstein-Gottorp） Philipp 阿道夫一世次子
- 1590年—1616年：约翰·阿道夫 Johann Adolf 阿道夫一世第三子
- 1616年—1659年：弗里德里希三世 Friedrich III 约翰·阿道夫之子
- 1659年—1695年：克里斯蒂安·阿尔布雷希特 Christian Albrecht 弗里德里希三世之子
- 1695年—1702年：弗里德里希四世 Friedrich IV 克里斯蒂安·阿尔布雷希特之子
- 1702年—1739年：卡尔·弗里德里希 Karl Friedrich 弗里德里希四世之子

1713年，石勒苏益格并入丹麦，石勒苏益格-荷尔斯泰因-戈托普改称荷尔斯泰因-戈托普。
- 1739年—1762年：卡尔·彼得·乌尔里希 Karl Peter Ulrich 卡尔·弗里德里希与俄罗斯公主安娜之子，1761年起为俄罗斯沙皇。
- 1762年—1773年：保罗 Paul 卡尔·彼得·乌尔里希之子，1796年起为俄罗斯沙皇。

1773年，荷尔斯泰因-戈托普归于丹麦。

## 名义上的石勒苏益格-荷尔斯泰因公爵

### 奥古斯腾堡系
- 1863年—1880年：弗里德里希 FRIEDRICH Christian August 石勒苏益格-荷尔斯泰因-宗德堡-奥古斯腾堡公爵克里斯蒂安次子，1863年自称石勒苏益格-荷尔斯泰因公爵弗里德里希八世
- 1880年—1921年：恩斯特·金特 Ernst Günther 弗里德里希八世第三子，无嗣
- 1921年—1931年：阿尔伯特·约翰·查尔斯·弗雷德里克·阿瑟·乔治 ALBERT John Charles Frederick Arthur George 恩斯特·京特尔堂弟，石勒苏益格-荷尔斯泰因的克里斯蒂安王子与英国公主海伦娜之子，无嗣

1931年，奥古斯腾堡系绝嗣，石勒苏益格-荷尔斯泰因公爵的称号被格吕克斯堡系继承。

### 格吕克斯堡系
- 1863年—1866年：弗里德里希 Friedrich 石勒苏益格-荷尔斯泰因-宗德堡-格吕克斯堡公爵威廉的次子
- 1866年—1934年：弗里德里希·斐迪南·格奥尔格·克里斯蒂安·卡尔·威廉 FRIEDRICH FERDINAND Georg Christian Karl Wilhelm 弗里德里希长子，1931年起为石勒苏益格-荷尔斯泰因公爵
- 1934年—1965年：威廉·弗里德里希·克里斯蒂安·京特尔·阿尔贝特·阿道夫·格奥尔格 Wilhelm FRIEDRICH Christian Günther Albert Adolf Georg 弗里德里希·斐迪南之子
- 1965年—1980年：弗里德里希·恩斯特·彼得 Friedrich Ernst PETER 弗里德里希之子
- 1980年—2023年：克里斯托夫 Christoph 彼得之子
- 2023年至今：弗里德里希·斐迪南 克里斯托夫长子，1985年生
  - 弗里德里希·斐迪南的继承人：阿尔弗雷德王子弗里德里希·斐迪南长子，2019年生

### 戈托普系
- 1773年—1801年：保罗 荷尔斯泰因-戈托普公爵和俄罗斯沙皇
- 1801年—1825年：亚历山大一世 Alexander I 保罗长子，俄罗斯沙皇
- 1825年—1831年：康斯坦丁 Konstantin 保罗次子，俄罗斯大公
- 1831年—1855年：尼库劳斯一世 Nikolaus I 保罗第三子，1825年起为俄罗斯沙皇
- 1855年—1881年：亚历山大二世 Alexander II 尼库劳斯一世之子，俄罗斯沙皇
- 1881年—1896年：亚历山大三世 Alexander III 亚历山大二世之子，俄罗斯沙皇
- 1896年—1918年：尼库劳斯二世 Nikolaus II 亚历山大三世长子，俄罗斯沙皇
- 1918年—1938年：基里尔 Kirill 尼库劳斯二世堂弟，罗曼诺夫皇室家族首领
- 1938年—1992年：弗拉基米尔 Wladimir 基里尔之子，罗曼诺夫皇室家族首领
- 1992年—2004年：保罗·季米特里耶维奇·罗曼诺夫斯基-伊林斯基 Paul Dimitrievich Romanovsky-Ilyinsky 弗拉基米尔的庶堂弟
- 2004年至今：季米特里·巴甫洛维奇·罗曼诺夫斯基-伊林斯基 Dimitri Pavlovich Romanovsky-Ilyinsky 保罗的长子，没有男嗣
  - 季米特里的继承人：米哈伊尔·巴甫洛维奇·罗曼诺夫斯基-伊林斯基 Mihail Pavlovich Romanovsky-Ilyinsky 季米特里的次弟，没有男嗣，1959年生